# SMS Ostfriesland
«Остфрізланд» (нім. SMS Ostfriesland) — німецький військовий корабель, дредноут типу «Гельголанд» Імператорських військово-морських сил Німеччини. Перший корабель, названий на честь Східної Фризії — регіону в землі Нижня Саксонія, на крайньому північному заході Німеччини. Брав активну участь у Першій світовій війні.
«Остфрізланд» був закладений 19 жовтня 1908 року на верфі компанії Kaiserliche Werft Wilhelmshaven у Вільгельмсгафені. 30 вересня 1909 року він був спущений на воду, а 1 серпня 1911 року увійшов до складу ВМС Німецької імперії. Корабель був озброєний артилерією головного калібру з дванадцяти 305-мм гармат у шести здвоєних баштах і мав максимальну швидкість 21,2 вузла (39,3 км/год; 24,4 миль/год).

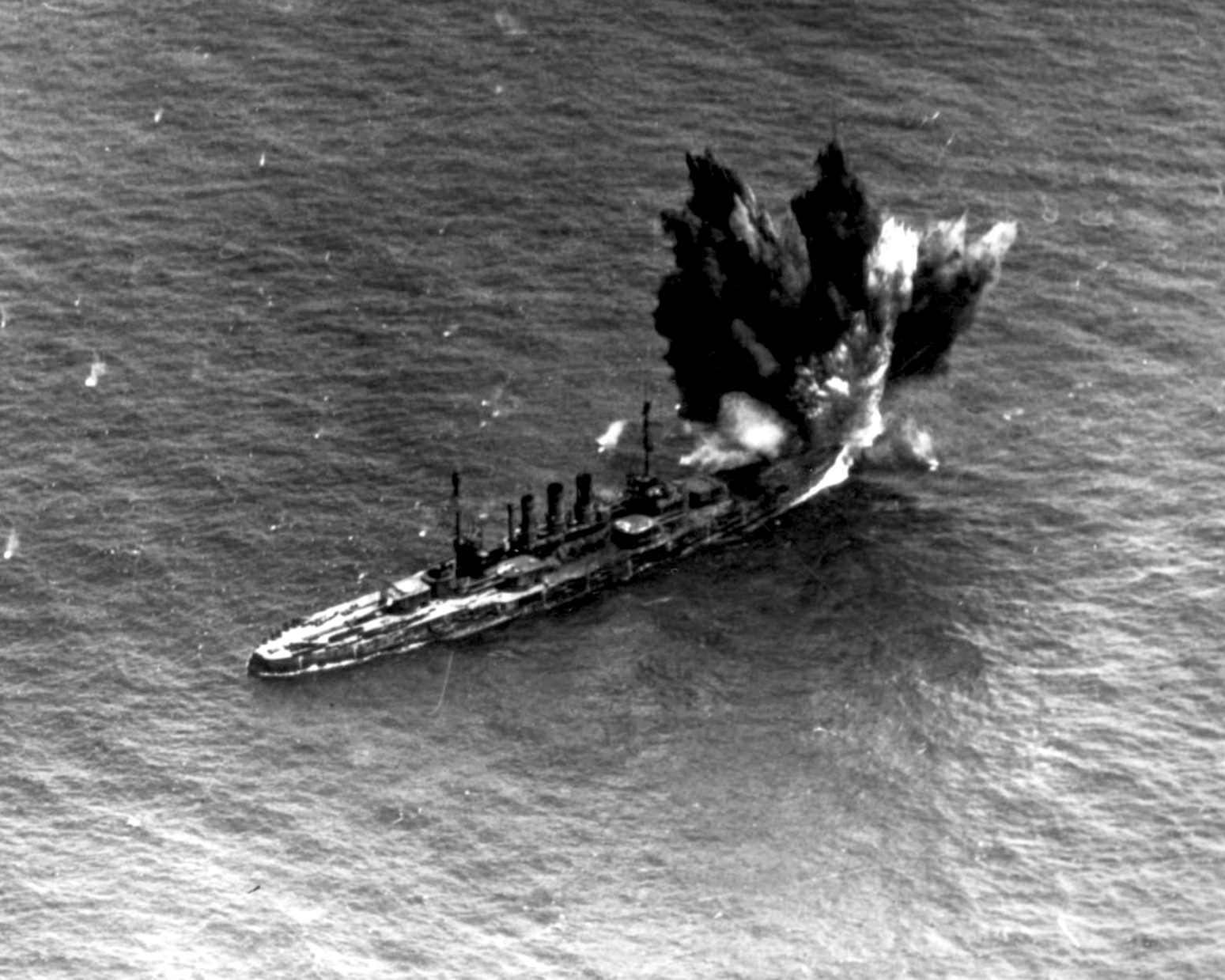
Вибух авіаційної бомби поблизу трофейного німецького лінкора «Остфрізланд». Проект «B»

Більшу частину своєї кар'єри, включно з Першою світовою війною, «Остфрізланд» діяв у лавах І бойової ескадри Флоту відкритого моря. Разом з трьома однотипними дредноутами, «Гельголанд», «Тюрінген» і «Ольденбург», «Остфрізланд» брав участь у всіх основних операціях флоту в Північному морі проти британського Великого флоту.
28 серпня 1914 року відбувся перший великий морський бій у Північному морі, битва в Гельголандській бухті. О 04:30 «Гельголанд», який знаходився біля добре укріпленого острова Вангероге, отримав наказ приєднатися до «Остфрізланда» та вийти з гавані. О 05:00 два лінкори зустрілися з підбитими крейсерами «Фрауенлоб» і «Штеттін». До 07:30 кораблі повернулися в порт на ніч. У другій половині дня 7 вересня «Остфрізланд» і решта Флоту відкритого моря здійснили тренувальний рейс до острова Гельголанд. У жовтні дредноут був оснащений парою 88-мм зенітних гармат для протиповітряної оборони.
У серпні 1915 року переведений на Балтійське море і брав участь у битві в Ризькій затоці.
Після повернення до Північного моря «Остфрізланд» брав участь в Ютландській битві 31 травня — 1 червня 1916 року. У той час як передові лінійні кораблі вступили в бій з ескадрою британських лінійних крейсерів, «Остфрізланд» і десять інших лінійних кораблів відкрили вогонь по 2-й британській ескадрі легких крейсерів. «Остфрізланд», «Кайзер» і «Нассау» вступили в бій з крейсером «Саутгемптон», хоча лише «Нассау» вдалося влучити в ціль. Приблизно через 15 хвилин «Остфрізланд» перевів вогонь на «Бірмінгем» і «Ноттінгем», але знову не вразив своїх цілей. Незабаром після 19:15 британський дредноут «Ворспайт» підійшов у зону дії; «Остфрізланд» відкрив вогонь о 19:25 з гармат основної батареї на дистанціях від 9 900 — 13 700 м. «Остфрізланд» влучив з третього та четвертого залпів. Протягом цього періоду «Ворспайт» був уражений тринадцятьма важкими снарядам німецьких крраблів.
Вночі, близько 01:10 панцерний крейсер «Блек Принс» наразився на німців, кораблі яких стояли в бойовій готовності. Внаслідок швидкоплинного бою, німецькі дредноути «Кайзер» і «Остфрізланд» обстріляли британський корабель 305-мм снарядами. Менш ніж за хвилину два потужні вибухи розірвали крейсер на частини; загинув увесь екіпаж із 857 осіб.
Однак о 06:20 «Остфрізланд» натрапив на міну, яку раніше заклав есмінець «Ебдіель». Корабель відстав від флоту і поплив на повільній швидкості, прикритий міноносцями V3, V5 і на короткий час G11. Після повернення до бази, лінкор на тривалий період встав на ремонт.

### У складі американських ВМС
Після капітуляції Німеччини у Першій світовій війні «Остфрізланд» разом з іншими кораблями кайзерівського флоту був інтернований країнами-переможцями. «Остфрізланд» дістався США. Лінкор перейшов Атлантику, американці його відремонтували та вивчили. Після цього було вирішено використовувати лінкор як корабель-мішень. Командувач американської військової авіації Вільям Мітчелл організував проведення дослідних навчань у червні 1921 року. При першому нальоті літаки скинули 34 бомби, 6 з яких влучили в старий дредноут. Корабель отримав незначні ушкодження. Наступного дня атака повторилася. 8 армійських бомбардувальників MB-2 атакували мішень 2000 фунтовими бомбами. У корабель влучила лише одна, решта промахнулася. Внаслідок атаки «Остфрізланд» затонув.
Потоплення лінкора авіацією було знаковою подією. Авіація довела свою перевагу навіть над найбільшими, захищеними та важко озброєними кораблями. Вважається, що з цього моменту лінкори почали здавати свої позиції королів океану і поступатися їх авіаносцям. «Остфрізланд» став першим лінійним кораблем, потопленим з повітря.